# Arnoštov (Pecka)
Arnoštov (německy Ernstdörfel) je malá vesnice, část městyse Pecka v okrese Jičín. Nachází se asi 4 km na jih od Pecky. Arnoštov leží v katastrálním území Bukovina u Pecky o výměře 3,56 km2.

## Historie
První písemná zmínka o vesnici pochází z roku 1790.
Do 31. prosince 1974 byla obec součástí obce Bukovina u Pecky a od 1. ledna 1975 patří jako místní část městyse Pecka.

## Obyvatelstvo
| Rok            | 1869 | 1880 | 1890 | 1900 | 1910 | 1921 | 1930 | 1950 | 1961 | 1970 | 1980 | 1991 | 2001 | 2011 | 2021 |
| -------------- | ---- | ---- | ---- | ---- | ---- | ---- | ---- | ---- | ---- | ---- | ---- | ---- | ---- | ---- | ---- |
| Počet obyvatel | 145  | 118  | 117  | 115  | 114  | 119  | 92   | 55   | 42   | 24   | 12   | 8    | 9    | 14   | 17   |
| Počet domů     | 25   | 25   | 25   | 25   | 25   | 25   | 25   | 23   | 15   | 11   | 6    | 22   | 23   | 22   | 19   |